# عبد الكريم أودني
عبد الكريم أودني مواليد 11 أغسطس 1982 في الجزائر، هو لاعب كرة قدم جزائري يلعب مع أهلي برج بوعريريج كلاعب وسط. مثّل منتخب الجزائر لكرة القدم.

## المسيرة الاحترافية

### أندية لعب لها
- وداد أدبي بوفاريك
- شبيبة بجاية
- مولودية سعيدة
- اتحاد الجزائر
- نصر حسين داي
- أهلي برج بوعريريج

## روابط خارجية
- عبد الكريم أودني على موقع قاعدة بيانات كرة القدم.إي يو (الإنجليزية)
- عبد الكريم أودني على موقع Soccerway.com (الإنجليزية)